# تئودور کوپر
تئودور کوپر (انگلیسی: Theodore Cooper؛ ۱۳ ژانویهٔ ۱۸۳۹ – ۲۴ اوت ۱۹۱۹) مهندس عمران آمریکایی بود. وی شاید بیشتر به عنوان مهندس مشاور پل کبک در زمان فرو ریختنش در سال ۱۹۰۷ شناخته شده باشد.

## مرگ
کوپر در خانه‌اش در نیویورک سیتی در تاریخ ۲۴ اوت ۱۹۱۹ بر اثر سینه‌پهلو در ۸۱ سالگی درگذشت. وی مجرد بود.